# Marc Vales
Marc Vales (* 4. April 1990 in Les Escaldes) ist ein andorranischer Fußballspieler.

## Karriere

### Verein
Vales spielte unter anderem für die spanischen Vereine CE Sabadell, Atlético Monzón und Atlético Baleares. Die Saison 2012/13 absolvierte er für die dritte Mannschaft von Real Madrid. Später stand er beim finnischen Erstligisten SJK Seinäjoki unter Vertrag und gewann dort 2016 den nationalen Pokal. Von 2018 bis 2021 spielte er für den norwegischen Verein Sandefjord Fotball. Der Verein spielte in der ersten Liga, der Eliteserien. Für Sandefjord absolvierte er 66 Ligaspiele. Im Januar 2022 zog es ihn nach Malaysia, wo er sich dem Kedah Darul Aman FC aus Alor Setar anschloss. Der Verein spielt in der ersten Liga, der Malaysia Super League. Im Folgejahr zog es ihn in die dritte, später die vierte spanische Liga zurück.

### Nationalmannschaft
Für die Andorranische Fußballnationalmannschaft bestritt er bislang 66 Länderspiele, in denen er ein Tor erzielte.

## Erfolge
- Finnischer Pokalsieger: 2016